# Trénelle
Trénelle est un quartier de la ville martiniquaise de Fort-de-France construit sur les pentes ouest du Morne Garnier.

## Géographie
Le quartier est situé à proximité du cœur historique de la ville, à environ 100 m de l'Océan Atlantique. Il occupe les pentes du Morne Garnier, entre la Rivière Madame en son point le plus bas, et le Fort Desaix qui délimite son point culminant. Dans sa partie sud, le quartier est délimité par la Rocade de Fort-de-France. Quant à son flanc nord, le Quartier Citron y est directement accolé.
L'urbanisation informelle et la topographie lui donne une allure de favela. En conséquence, le secteur est particulièrement vulnérable aux risques sismiques.

## Population
Trenelle est un quartier populaire.

## Histoire
Le quartier a commencé à se construire à la suite de l'exode rural amorcé par la crise de la filière de la canne à sucre dans les années 40 à 50.

## Infrastructures

### Milieu associatif et sportif
- C.O Trénelle (Club Olympique de Trénelle), Football (Vainqueur de la Coupe de la Martinique de football en 2021[2],[3]).
- Anciens clubs de football : J.A Trénelle, Aigle Sportif
- En 1986 et en 1988, la Jeunesse Athlétique de Trénelle participait au 7e tour de la Coupe de France de football et représentait la Martinique à cette compétition.

## Personnalités du quartier
- Serge Letchimy, député et ancien président du conseil régional de Martinique
- François Pavilla, ancien boxeur professionnel

## Pour approfondir